# Trichopelma scopulatum
Trichopelma scopulatum är en spindelart som först beskrevs av Fischel 1927.  Trichopelma scopulatum ingår i släktet Trichopelma och familjen Barychelidae.
Artens utbredningsområde är Venezuela. Inga underarter finns listade i Catalogue of Life.